# Steatoda
Steatoda (лат.) — род пауков из семейства пауки-тенётники. Включает в себя более 110 видов, распространённых по всему миру. Стеатоды многих видов строят свои сети в тёмных, защищённых, спокойных местах, вокруг дома или в саду, в сараях и гаражах, под садовой мебелью. Приметы наличия стеатод включают в себя небольшие белые пятна помёта пауков, как мелкие брызги краски, на полу под паутиной.

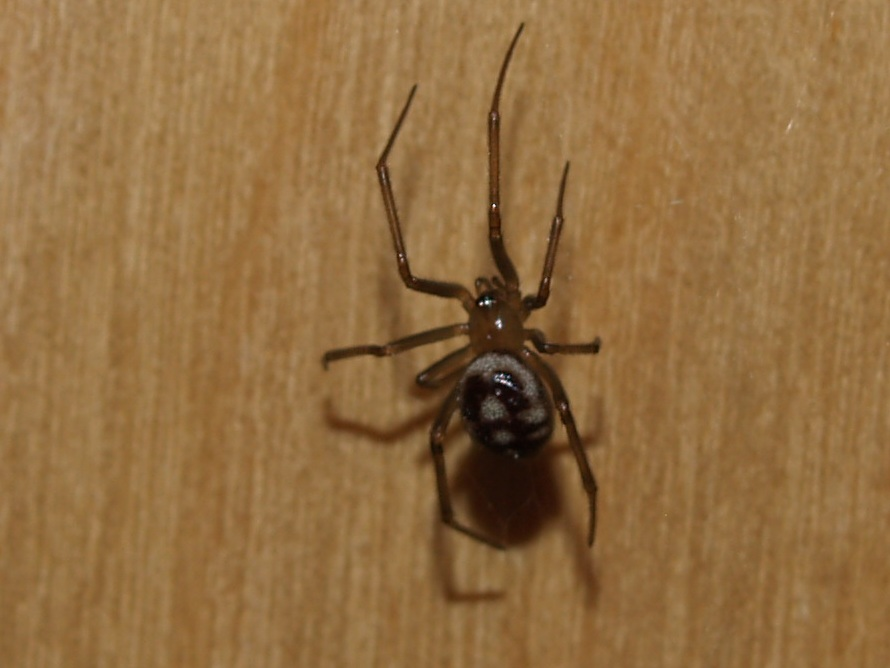
Самка стеатоды крупной

Они имеют небольшую головогрудь и крупное брюшко, несколько яйцевидной формы. Цвет может варьироваться от коричневого или красновато-сливового до атласно-чёрного. Брюшко часто с белыми или бежевыми пятнами, лобовым полумесяцем и иногда небольшими красными пятнами или тонкой красной линией (а не полосой, как у Latrodectus hasselti).

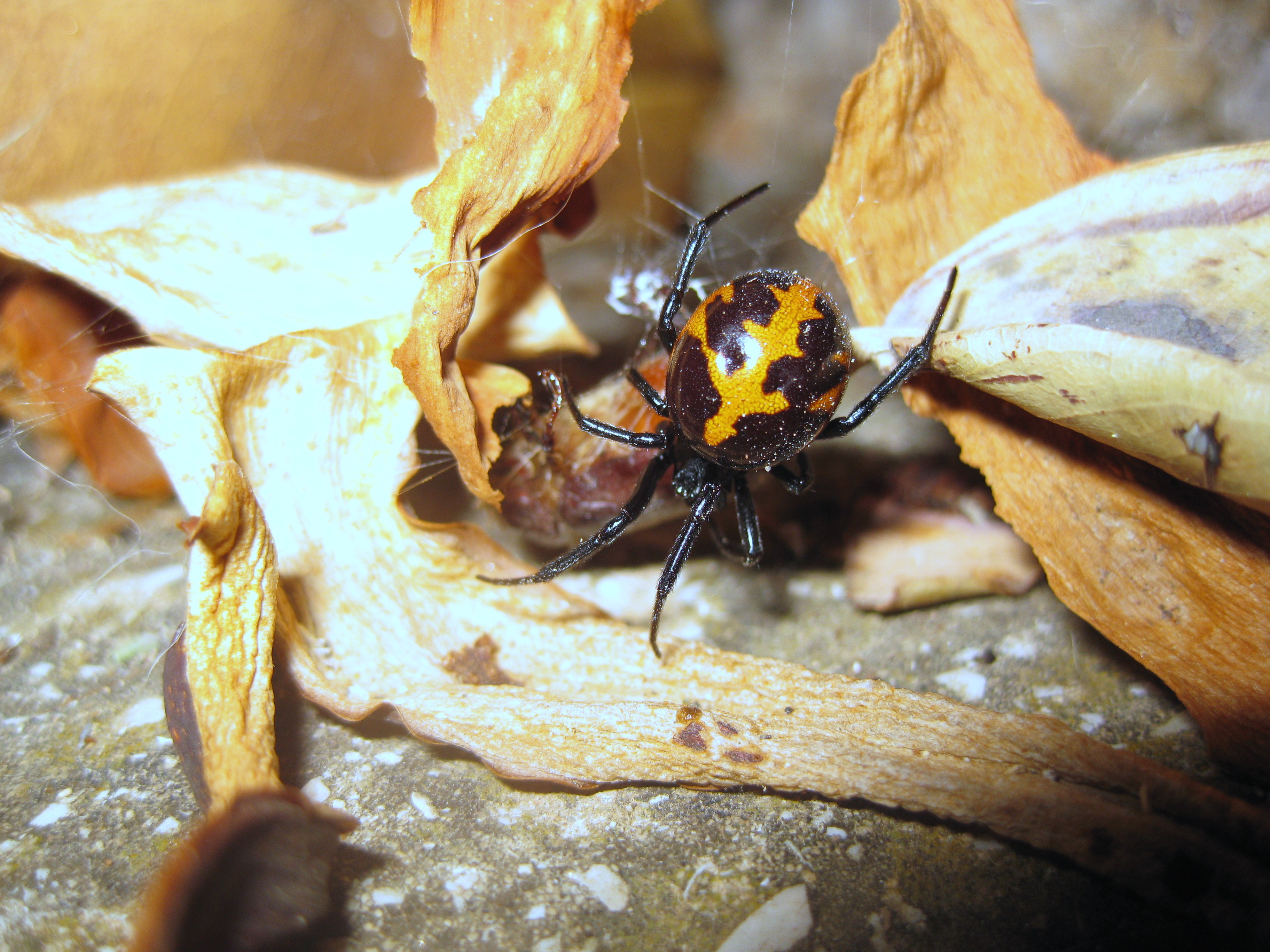
Самка Steatoda paykulliana

Часто пауков из рода Steatoda ошибочно принимают за чёрных вдов, из-за чего стеатоды известны как ложные вдовы. Хотя оба рода относятся к одному семейству, но Steatoda значительно менее опасны для человека. Не все виды стеатод напоминают чёрных вдов — многие имеют различные расцветки и значительно меньше размерами, чем чёрные вдовы. Некоторые виды стеатод на самом деле охотятся на чёрных вдов, а также других пауков, которые считаются опасными для человека.
Укусы некоторых представителей этого рода клинически значимы для людей (например, укусы стеатоды крупной и Steatoda nobilis); однако укусы стеатод, как правило, не имеют длительного эффекта. Могут быть волдыри на месте укуса, недомогание в течение нескольких дней. Симптомы: боль от умеренной до тяжёлой, увеличивается в течение первого часа (без сильной потливости). Некоторые люди сообщили о тошноте, головной боли и вялости. Продолжительность всех симптомов и последствия могут варьироваться от 1 до 60 часов. Симптомы, связанные с укусами нескольких видов стеатод, известны в медицине как стеатодизм и были описаны как менее тяжёлая форма латродектизма (симптомы, связанные с укусами чёрных вдов).
Так же, как и другие пауки-тенётники, стеатоды плетут паутину в виде бесформенного клубка липких шёлковых волокон. Как и другие пауки-тенётники, эти пауки имеют очень плохое зрение и в основном зависят от колебаний своей паутины, чтобы ориентироваться на добычу или обнаруживать более крупных животных, которые могли бы повредить им. Они не агрессивны, а большинство травм люди получают из-за оборонительных укусов, если паука прижали или прищемили. Вполне возможно, что некоторые укусы происходят, когда паук путает попадание пальцем в паутину с его нормальной добычей, но обычно вторжение любого крупного существа заставит этих пауков спасаться бегством.
Стеатоды охотятся на других пауков (в том числе чёрных вдов), сверчков, тараканов и мокриц.

## Виды
В настоящее время насчитывается 116 известных видов рода Steatoda:
- Steatoda adumbrata (Simon, 1908)
- Steatoda aethiopica (Simon, 1909)
- Steatoda alamosa Gertsch, 1960
- Steatoda alboclathrata (Simon, 1897)
- Steatoda albomaculata (De Geer, 1778)
- Steatoda ancora (Grube, 1861)
- Steatoda ancorata (Holmberg, 1876)
- Steatoda andina (Keyserling, 1884)
- Steatoda apacheana Gertsch, 1960
- Steatoda atascadera Chamberlin & Ivie, 1942
- Steatoda atrocyanea (Simon, 1880)
- Steatoda autumnalis (Banks, 1898)
- Steatoda badia (Roewer, 1961)
- Steatoda bertkaui (Thorell, 1881)
- Steatoda bipunctata (Linnaeus, 1758)
- Steatoda borealis (Hentz, 1850)
- Steatoda capensis Hann, 1990
- Steatoda carbonaria (Simon, 1907)
- Steatoda caspia Ponomarev, 2007
- Steatoda castanea (Clerck, 1757)typus
- Steatoda chinchipe Levi, 1962
- Steatoda cingulata (Thorell, 1890)
- Steatoda connexa (O. Pickard-Cambridge, 1904)
- Steatoda craniformis Zhu & Song, 1992
- Steatoda dahli (Nosek, 1905)
- Steatoda diamantina Levi, 1962
- Steatoda distincta (Blackwall, 1859)
- Steatoda ephippiata (Thorell, 1875)
- Steatoda erigoniformis (O. Pickard-Cambridge, 1872)
- Steatoda fagei (Lawrence, 1964)
- Steatoda fallax (Blackwall, 1865)
- Steatoda felina (Simon, 1907)
- Steatoda foravae Dippenaar-Schoeman & Müller, 1992
- Steatoda grandis Banks, 1901
- Steatoda grossa (C. L. Koch, 1838)
- Steatoda gui Zhu, 1998
- Steatoda hespera Chamberlin & Ivie, 1933
- Steatoda hui Zhu, 1998
- Steatoda ifricola Lecigne, Lips, Moutaouakil & Oger, 2020
- Steatoda iheringi (Keyserling, 1886)
- Steatoda incomposita (Denis, 1957)
- Steatoda kiwuensis (Strand, 1913)
- Steatoda kuytunensis Zhu, 1998
- Steatoda latifasciata (Simon, 1873)
- Steatoda lawrencei Brignoli, 1983
- Steatoda leonardi (Thorell, 1898)
- Steatoda lepida (O. Pickard-Cambridge, 1880)
- Steatoda linzhiensis Hu, 2001
- Steatoda livens (Simon, 1895)
- Steatoda longurio (Simon, 1909)
- Steatoda mainlingensis (Hu & Li, 1987)
- Steatoda mainlingoides Yin, Griswold, Bao & Xu, 2003
- Steatoda marta Levi, 1962
- Steatoda maura (Simon, 1909)
- Steatoda mexicana Levi, 1957
- Steatoda micans (Hogg, 1922)
- Steatoda minima (Denis, 1955)
- Steatoda moerens (Thorell, 1875)
- Steatoda moesta (O. Pickard-Cambridge, 1896)
- Steatoda mormorata (Simon, 1910)
- Steatoda morsitans (O. Pickard-Cambridge, 1885)
- Steatoda nahuana Gertsch, 1960
- Steatoda nasata (Chrysanthus, 1975)
- Steatoda ngipina Barrion & Litsinger, 1995
- Steatoda nigrimaculata Zhang, Chen & Zhu, 2001
- Steatoda nigrocincta O. Pickard-Cambridge, 1885
- Steatoda niveosignata (Simon, 1908)
- Steatoda nobilis (Thorell, 1875)
- Steatoda octonotata (Simon, 1908)
- Steatoda palomara Chamberlin & Ivie, 1935
- Steatoda panja Barrion, Barrion-Dupo & Heong, 2013
- Steatoda pardalia Yin, Griswold, Bao & Xu, 2003
- Steatoda paykulliana (Walckenaer, 1806) — стеатода Пайкулля
- Steatoda pengyangensis Hu & Zhang, 2012
- Steatoda perakensis Simon, 1901
- Steatoda perspicillata (Thorell, 1898)
- Steatoda picea (Thorell, 1899)
- Steatoda porteri (Simon, 1900)
- Steatoda punctulata (Marx, 1898)
- Steatoda quadrimaculata (O. Pickard-Cambridge, 1896)
- Steatoda quaesita (O. Pickard-Cambridge, 1896)
- Steatoda quinquenotata (Blackwall, 1865)
- Steatoda retorta González, 1987
- Steatoda rhombifera (Grube, 1861)
- Steatoda rubrocalceolata (Simon, 1907)
- Steatoda rufoannulata (Simon, 1899)
- Steatoda sabulosa (Tullgren, 1901)
- Steatoda sagax (Blackwall, 1865)
- Steatoda saltensis Levi, 1957
- Steatoda seriata (Simon, 1899)
- Steatoda singoides (Tullgren, 1910)
- Steatoda sordidata O. Pickard-Cambridge, 1885
- Steatoda speciosa (Thorell, 1898)
- Steatoda spina Gao & Li, 2014
- Steatoda subannulata (Kulczyński, 1911)
- Steatoda terastiosa Zhu, 1998
- Steatoda terebrui Gao & Li, 2014
- Steatoda tigrina (Tullgren, 1910)
- Steatoda tortoisea Yin, Griswold, Bao & Xu, 2003
- Steatoda transversa (Banks, 1898)
- Steatoda trianguloides Levy, 1991
- Steatoda triangulosa (Walckenaer, 1802)
- Steatoda tristis (Tullgren, 1910)
- Steatoda truncata (Urquhart, 1888)
- Steatoda ulleungensis Paik, 1995
- Steatoda uncata Zhang, Chen & Zhu, 2001
- Steatoda variabilis (Berland, 1920)
- Steatoda variata Gertsch, 1960
- Steatoda variipes (Keyserling, 1884)
- Steatoda vaulogeri (Simon, 1909)
- Steatoda venator (Audouin, 1826)
- Steatoda wangi Zhu, 1998
- Steatoda wanshou Yin, 2012
- Steatoda washona Gertsch, 1960
- Steatoda xerophila Levy & Amitai, 1982
- Steatoda xishuiensis Zhang, Chen & Zhu, 2001